# Giornata europea delle vittime del terrorismo
La giornata europea delle vittime al terrorismo è una giornata che si ricorre l'11 marzo di ogni anno. Fu creato per il ricordo della Strage di Madrid dell' 11 marzo 2004 rivendicato dall'ISIS